# Biblioteca del Monasterio de Admont
La Biblioteca del Monasterio de Admont, con unas dimensiones de 70 metros de largo, 14 metros de ancho y 13 metros de altura, es la biblioteca monacal más grande del mundo. Está localizada en la pequeña localidad austriaca de Admont, perteneciente al distrito de Liezen en el estado de Estiria. Fue construida en 1776 con diseño del arquitecto Joseph Hueber siguiendo el encargo del monarca Abbot Matthäus Offner.
Contiene alrededor de 200.000 volúmenes, que muestran la importante evolución artística e histórica de la literatura a través de los siglos: son 70000 libros restaurados y miles de manuscritos los que se guardan bajo su cúpula barroca y 530 los incunables que colman sus estanterías. El techo está formado por siete cúpulas, decoradas con frescos de Bartolomeo Altomonte que muestran las etapas del conocimiento humano hasta el punto más alto de la Revelación Divina. La luz es proporcionada por 48 ventanas y la arquitectura y el diseño expresan los ideales de la Ilustración, contra los que las esculturas de Josef Stammel de Las últimas cuatro cosas hacen un contraste llamativo.
La abadía posee más de 1.400 manuscritos, el más antiguo de los cuales, de la Abadía de San Pedro en Salzburgo, fue el regalo de su fundador, el arzobispo Gebhard, y acompañó a los primeros monjes a vivir aquí, así como más de 900 incunables. También se halla entre sus joyas el manuscrito iluminado conocido como la Biblia de Admont.

## Galería

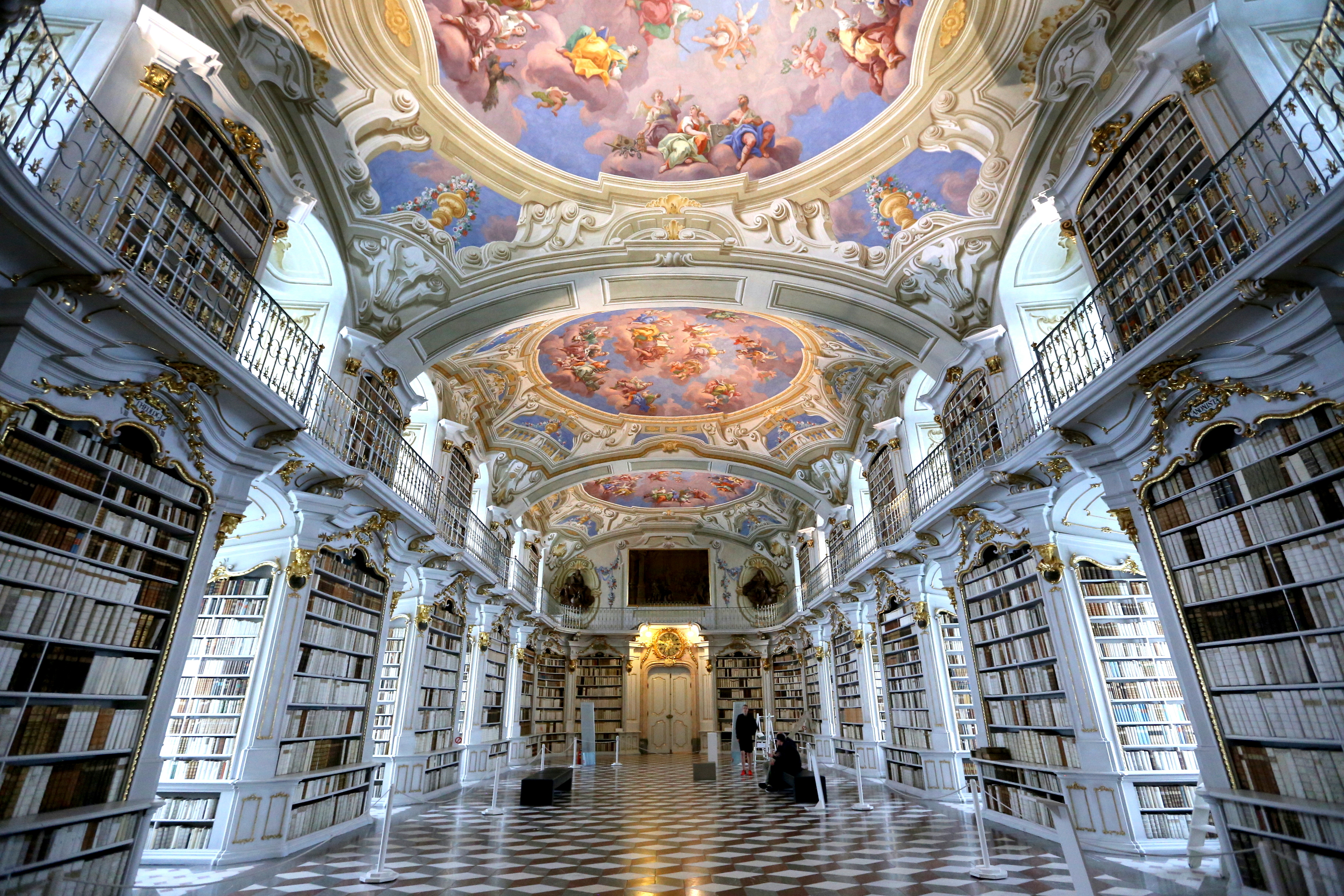
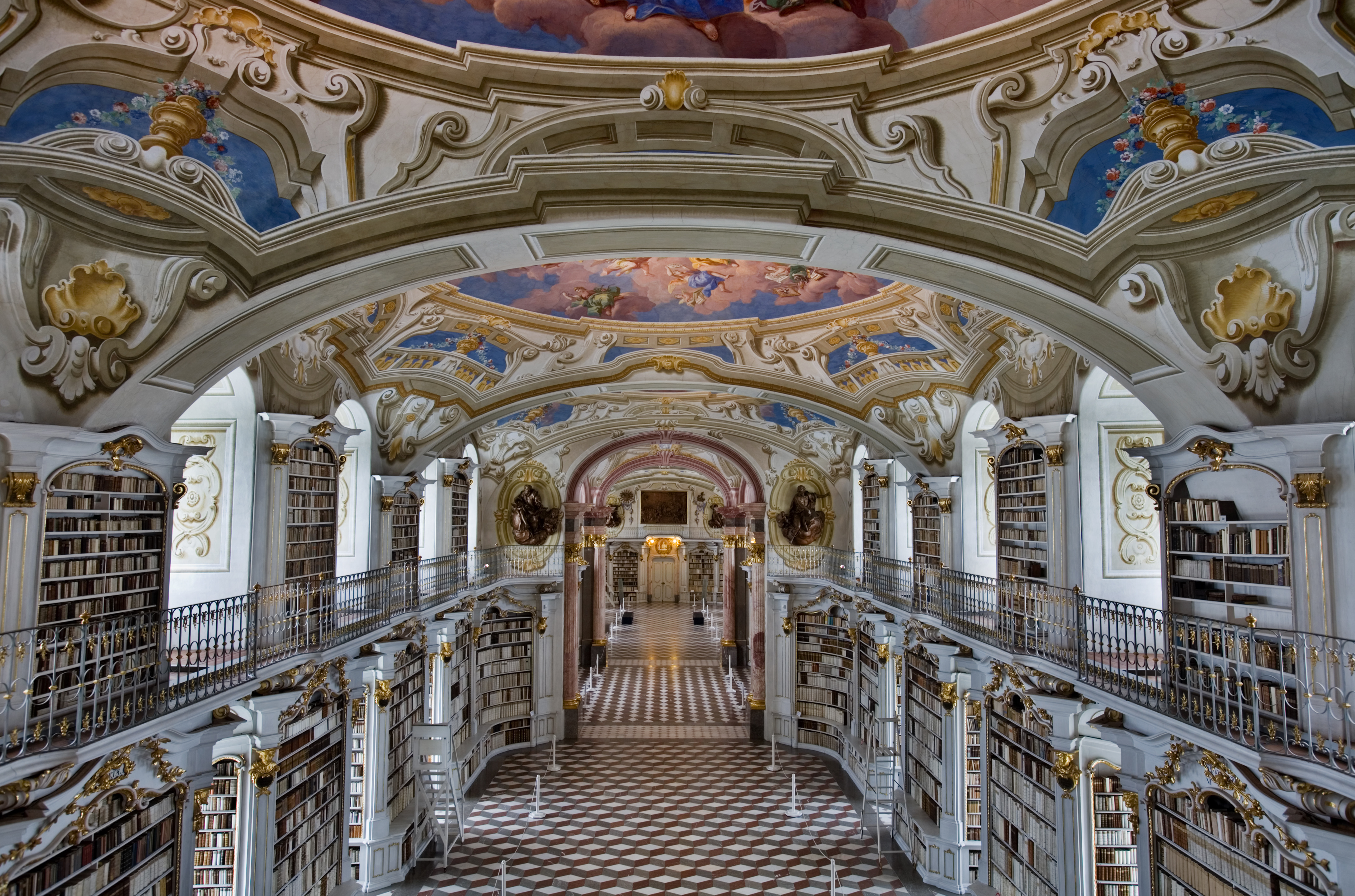
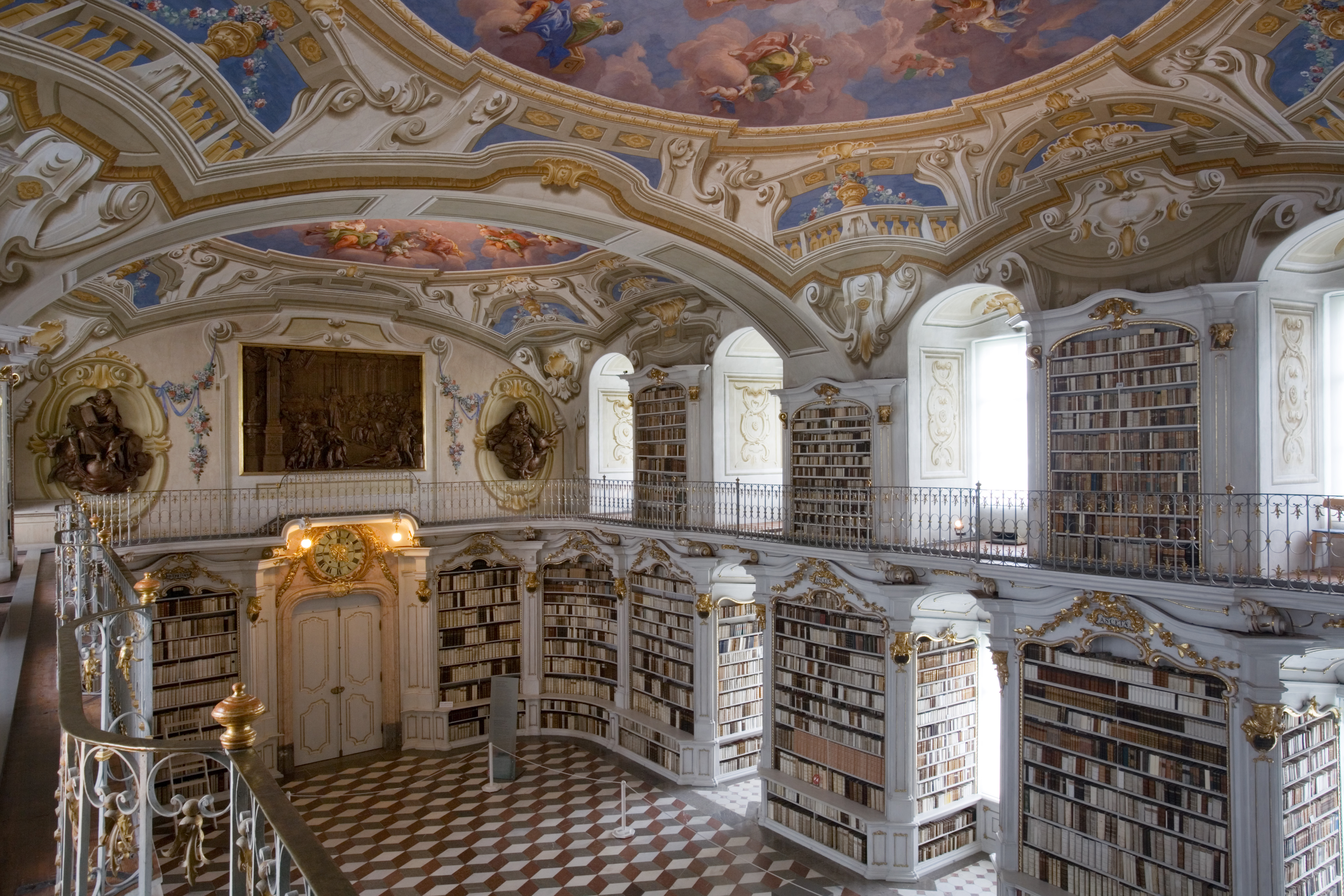